# Stade Gabriel-Montpied
Le stade Gabriel-Montpied, est un stade de football, situé dans le quartier de Champratel à la périphérie nord de Clermont-Ferrand. Le stade doit son nom à Gabriel Montpied (1903-1991), ancien résistant et maire de la ville entre 1944 et 1973. L'enceinte de 10 700 places est gérée depuis le 1er janvier 2004 par Clermont Auvergne Métropole, et utilisée par le club du Clermont Foot 63, évoluant en Ligue 2 pour la saison 2024-2025.

## Histoire

### Le stade actuel
Conçu par l'architecte Jacques Kalisz, le stade est inauguré en décembre 1995. Pour premier match, le stade voit le Clermont Foot, alors en National 2, s'imposer face au FC Gueugnon, qui se trouvait en Division 1, le 30 décembre 1995, devant 4 500 spectateurs. Inspiré du Thomond Park de Limerick, le stade clermontois devait lui aussi se doter de deux tribunes en forme de « yeux ». En effet, la seule grande tribune du stade Gabriel-Montpied, la tribune Gergovie à l'Ouest, est censée symboliser un œil humain, d'une capacité de près de 8 000 spectateurs. Trois tribunes non couvertes complètent le stade : Livradois au Sud, Limagne à l'Est, d'une capacité de 1 100 spectateurs, et la tribune Volcan au Nord (dont une partie est réservée aux supporteurs visiteurs).
Cependant, sa structure particulière présente ainsi une importante prise au vent. Ainsi, la tempête du 27 décembre 1999 a provoqué de gros dégâts en arrachant près de 60 % de la toiture.
Possédant 10 810 places, l'agrandissement du stade est en projet depuis l'accession du club en Ligue 2, en 2007. Lors de la saison 2011-2012, en cas de montée en Ligue 1, la mise en place, durant l'été, d'une grande tribune modulable, et le projet du Grand Stade fut remis sur la table : le stade verrait sa capacité aller jusqu'à 30 000 places et pourrait accueillir des concerts, festivités, et quelques rencontres de l'ASM Clermont Auvergne.
Lors de la montée en Ligue 1 du Clermont Foot 63 à l'issue de la saison 2020-2021, le stade est mis aux normes au cours de l'été 2021. La pelouse naturelle est refaite et sa capacité est légèrement augmentée pour passer à 13 000 places grâce à une tribune latérale temporaire de 3 000 places avec toiture à l'emplacement de l'ancienne tribune Limagne. Un éclairage plus puissant de 50 %, passant de 1 250 à 2 100 lux avec des LED est également installé avec de nouvelles caméras de surveillance.

### Le projet de «Grand stade»
L'extension du stade est évoquée dès 2002 avec un projet d'extension à 30 000 places réalisé par tranches successives, d'un montant de 23 millions d'euros, mais la création de la tribune Nord n'a jamais vu le jour. En 2004, le projet, porté par la communauté d'agglomération Clermont Communauté, prévoyait de « porter la capacité du stade à 20 000 places » en créant une tribune Est à 9,8 millions d'euros, avec des travaux prévus au printemps 2005. Mais les travaux s'arrêtent en 2006 ; le maire de l'époque, Serge Godard, invoque des restrictions budgétaires pour laisser la place à d'autres chantiers dans l'agglomération clermontoise, telle qu'une bibliothèque ou un centre d'arts martiaux, faisant réagir l'opposition municipale.
Le projet refait surface en 2008 ; Claude Michy, président du Clermont Foot, souhaite que l'agrandissement du stade « ne doit pas être abordé sous le seul angle du sport mais comme un projet pour les quartiers et la ville entière » ; ainsi, le stade aurait aussi une vocation économique. Il s'inscrit dans un programme de renouvellement urbain qui comprend aussi le prolongement de la ligne de tramway (livré fin 2013). Un partenariat public-privé est envisagé pour le financement de son agrandissement, avec une possibilité de parrainage.
Le 12 février 2016, le conseil communautaire de la communauté d'agglomération Clermont Communauté approuve, à une courte majorité de 44 voix contre 38, le projet d'extension du stade, et autorise le lancement d'un appel à concours de maîtrise d’œuvre. Le coût est estimé entre 70 et 77 millions d'euros.
Le 4 mai 2018, les élus de Clermont Auvergne Métropole votent la première étape d'agrandissement du stade. Le projet est adopté à 48 voix pour, 35 contre et 4 abstentions. Celui-ci prévoit de porter à terme la capacité du stade à 16 200 places dans un premier temps, avec une réalisation en trois tranches, puis une éventuelle extension supplémentaire à 30 000 places si les résultats du Clermont Foot 63 le permettent. Est également acté le lancement de la première étape des travaux qui consiste à construire une tribune de 6 000 places en face de l'actuelle tribune ouest de 7 000 places. Les travaux de la phase 1 devraient coûter 30 millions d'euros. Ces travaux débuteront à l'été 2023 tandis que les phases 2 et 3 seront soumises au vote de l'assemblée métropolitaine,.

### Début des travaux
À l'été 2023, la phase 1 des travaux du nouveau Gabriel-Montpied démarre avec, pour la saison 2023-2024, une nouvelle configuration sans la Tribune Limagne. La capacité du stade pour la saison 2023-2024 est donc d'environ 10 700 places.
La première pierre de l'extension du stade a été posée le 26 janvier 2024. La fin des travaux, initialement prévue fin 2025, aura lieu au printemps 2026.

## Utilisation

### Football

#### Matchs internationaux A
| Date          | Compétition  | Équipe 1 | Équipe 2 | Score | Affluence |
| ------------- | ------------ | -------- | -------- | ----- | --------- |
| 28 avril 2004 | Match amical | Algérie  | Chine    | 0 - 1 | 1 600     |

#### Équipe de France féminine
| Date         | Compétition  | Équipe 1 | Équipe 2 | Score | Affluence |
| ------------ | ------------ | -------- | -------- | ----- | --------- |
| 31 août 2019 | Match amical | France   | Espagne  | 2 - 0 | 7 508     |
| 7 avril 2023 | Match amical | France   | Colombie | 5 - 2 | 11 309    |

#### Équipe de France espoirs
| Date             | Compétition                       | Équipe 1 | Équipe 2   | Score             | Affluence |
| ---------------- | --------------------------------- | -------- | ---------- | ----------------- | --------- |
| 18 novembre 2003 | Euro espoirs 2004 (Éliminatoires) | France   | Portugal   | 1 - 2ap, 1 - 4tab | 7 500     |
| 7 octobre 2011   | Euro espoirs 2013 (Éliminatoires) | France   | Kazakhstan | 2 - 0             | 3 691     |

#### Coupe de France féminine
Le stade Gabriel-Montpied est désigné pour accueillir la finale de la Coupe de France féminine 2012-2013.
| Date        | Tour   | Équipe 1           | Équipe 2         | Score | Affluence |
| ----------- | ------ | ------------------ | ---------------- | ----- | --------- |
| 8 juin 2013 | Finale | Olympique lyonnais | AS Saint-Étienne | 3 - 1 | 5 191     |

### Rugby

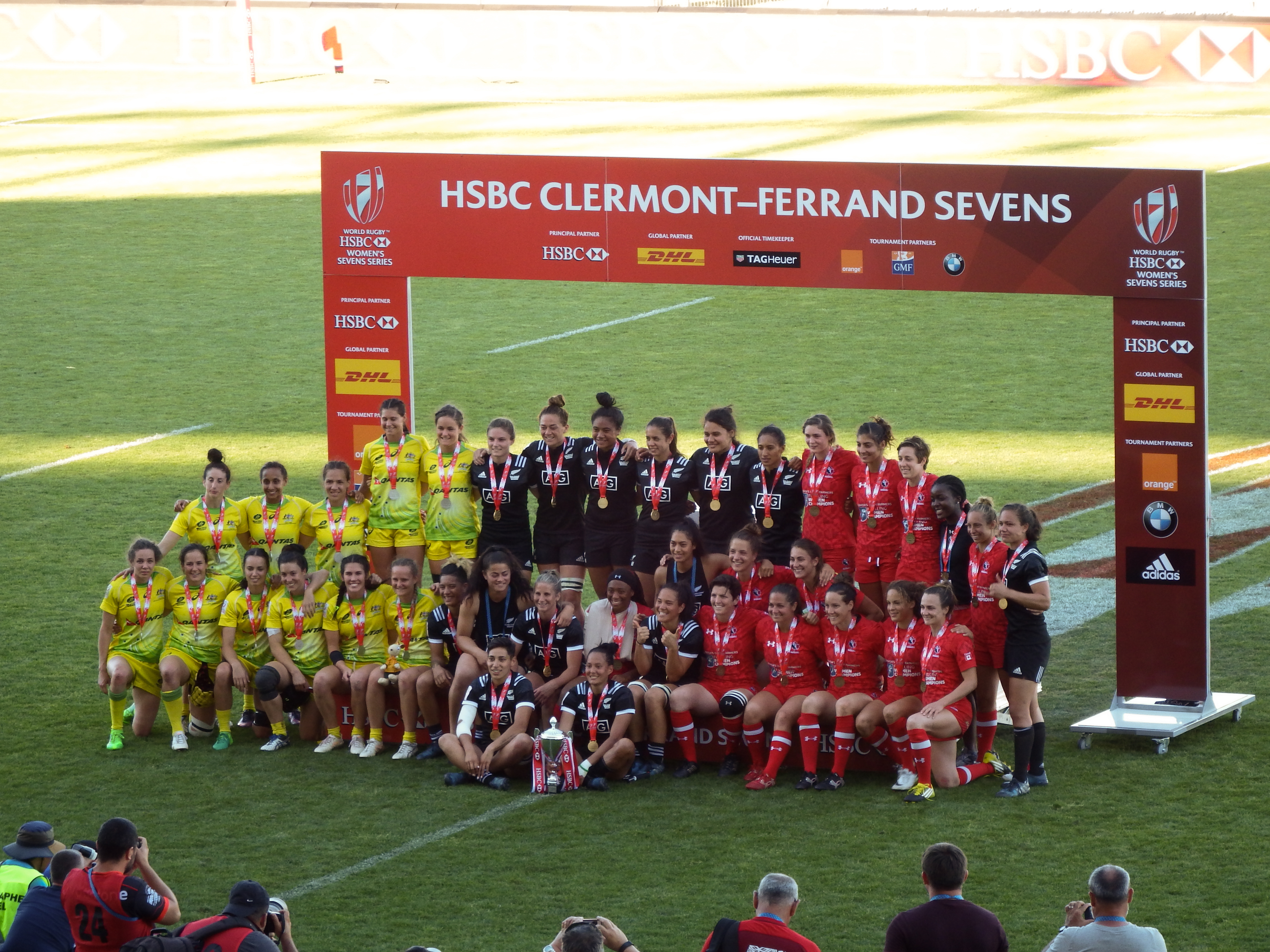
Podium de l'édition 2017 du Clermont Sevens.

Le stade Gabriel-Montpied organise les deux premières éditions du tournoi féminin de France de rugby à sept, dans le cadre des World Rugby Women's Sevens Series en 2016 et 2017.

## Accès
Depuis le 14 décembre 2013, le stade est desservi par la ligne A du tramway ainsi que les lignes de bus 3 et 21 du réseau T2C (arrêt Stade Gabriel-Montpied).